# 卢拉戈马里诺内
卢拉戈马里诺内（義大利語：Lurago Marinone），是意大利科莫省的一个市镇。总面积3.75平方公里，人口2414人，人口密度643.7人/平方公里（2009年）。ISTAT代码为013137。